# Periphyllus bengalensis
Periphyllus bengalensis är en insektsart. Periphyllus bengalensis ingår i släktet Periphyllus och familjen långrörsbladlöss. Inga underarter finns listade i Catalogue of Life.